# Maria Isabel de Jesus Ximenes

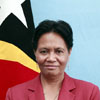
Maria Isabel de Jesus Ximenes

Maria Isabel de Jesus Ximenes  ist eine Politikerin aus Osttimor und Mitglied der Partei Congresso Nacional da Reconstrução Timorense (CNRT).

## Werdegang
Bei den Parlamentswahlen in Osttimor 2007 trat Ximenes als Kandidatin des CNRT auf dem aussichtslosen Platz 63 an.
Ab dem 8. August 2012 war Ximenes Staatssekretärin für Kunst und Kultur im Tourismusministerium. Das Amt behielt sie auch nach dem Wechsel der Premierminister 2015 von Xanana Gusmão zu Rui Maria de Araújo. Mit Antritt der VII. Regierung 2017 schied Ximenes aus dem Kabinett aus.